# Неклюдов, Пётр Петрович
Пётр Петрович Неклюдов (30 мая 1854, Саратовская губерния — 7 июня 1934, Огре) — действительный статский советник, Ковенский вице-губернатор (1890-1902), Лифляндский вице-губернатор (1902 -1905).

## Биография
Родился в Саратовской губернии 30 мая 1854 г в семье корреспондента Государственного коннозаводства по Самарской губернии, надворного советника Петра Николаевича Неклюдова (умер 8 мая 1866 г.) и его жены Екатерины Николаевны, урождённой Казариновой. Воспитывался в Императорском Александровском лицее (XXXV курс).
29 декабря 1875 г. причислен к Канцелярии статс-секретаря о принятии прошений. 3 января 1876 г. утвержден в чине титулярного советника.  10 ноября 1876 г. назначен чиновником особых поручений Главного полевого казначейства действующей армии.
13 июня 1877 г. переведен кассиром в местное полевое казначейство в Бухарест. В январе-марте 1878 г. заведовал кассой в Главной квартире действующей армии. 7 августа 1878 г. был награждён орденом Св. Анны 3-й степени с мечами. 5 октября 1878 г. уволен от службы в Главном полевом казначействе с причислением к Министерству финансов.
1 февраля 1879 г. произведен в коллежские советники. 2 февраля 1879 г. награждён за отлично-усердную службу и особые труды во время войны с Турцией орденом Св. Станислава 2-й степени.
15 февраля 1879 г. назначен чиновником особых поручений VIII класса. 7 июня 1879 г. командирован в распоряжение Одесского генерал-губернатора. 23 августа 1879 г. назначен состоять при генерал-губернаторе Э.И. Тотлебене для особых поручений. 6 мая 1880 г. дано Высочайшее соизволение принять и носить черногорский орден князя Даниила I-го 4-й степени.
1 апреля 1880 г. назначен младшим помощником управляющего канцелярией Одесского генерал-губернатора. 13 июня 1880 г. назначен в распоряжение Виленского, Ковенского и Гродненского генерал-губернатора. 21 августа 1880 г. определён начальником 1-го отделения канцелярии генерал-губернатора. 18 июня 1882 г. награждён орденом Св. Анны 2-й степени.
4 мая 1883 г. произведен в надворные советники. 31 декабря 1884 г. назначен старшим делопроизводителем канцелярии генерал-губернатора. 30 апреля 1885 г. награждён орденом Св. Владимира 4-й степени.
17 апреля 1887 г. произведен в коллежские советники. 30 августа 1888 г. награждён орденом Св. Владимира 3-й степени. 19 апреля 1889 г. дано Высочайшее соизволение принять и носить румынский орден Железного креста.
28 мая 1890 г. назначен почетным мировым судьей Виленского судебно-мирового округа.
21 июня 1890 г. назначен Ковенским вице-губернатором. 20 декабря 1890 г. произведен в статские советники, 14 мая 1896 г. - в действительные статские советники. 6 декабря 1899 г. награждён орденом Св. Станислава 1-й степени. 16 апреля 1900 г. дано Высочайшее соизволение принять и носить болгарский орден За гражданские заслуги. 1 декабря 1901 г. назначен почетным мировым судьей Рижско-Вольмарского округа.
13 июля 1902 г. перемещен в должность Лифляндского вице-губернатора. 28 марта 1904 г. пожалован в звание камергера Высочайшего Двора. 15 мая 1904 г. дано Высочайшее соизволение принять и носить прусский орден Короны 2-й степени со звездою. 17 апреля 1905 г. пожалован орденом Св. Анны 1-й степени.
13 мая 1905 г. вновь назначен почетным мировым судьей Рижско-Вольмарского округа. 17 июня 1905 г. назначен временно управляющим Лифляндской губернией до прибытия в  Ригу лица, который будет назначен на должность губернатора.
18 июня 1905 г. назначен членом Совета министра Внутренних дел с оставлением в придворном звании. 8 мая 1906 г. оставил управление Лифляндской губернией. 21 июля 1908 г. уволен от службы с мундиром и усиленной пенсией.
Выйдя в отставку в 1908 году, переехал на постоянное жительство в Ригу. Здесь он поступил на службу в Акционерное Общество "Проводник", где  заведовал страховым отделением и был помощником директора фабрики „Проводник”.  В годы Первой мировой войны П.П. Неклюдов руководил лазаретом „Проводника”. В 1915 году вынужден был эвакуироваться в Петроград (Санкт-Петербург) и стать свидетелем революционных событий. В 1918 году Неклюдов вернулся в Ригу, где и оставался почти до конца своих дней. Умер в Огре (Латвия) 7 июня 1934 г.

## Семья
Жена — Ольга Егоровна Стеблина-Каменская (26.06.1865 – 1-я четв. XX в.), дочь виленского губернатора Е.П. Стеблина-Каменского. Дети:
- Дмитрий Петрович (5.05.1884 - 7.01.1969)
- Елизавета Петровна (26.11.1895 -)